# Філ Сґроссо
Філіп Джозеф Сґроссо (англ. Philip Joseph Sgrosso; 16 вересня 1985; Мішн-В'єхо, Каліфорнія, США) — американський музикант, найбільш відомий як колишній гітарист металкор-гурту As I Lay Dying, ритм-гітарист гурту Wovenwar, колишній гастрольний гітарист гурту Nails та нинішній соло-гітарист гурту Saosin.

## Кар'єра
Перш ніж приєднатися до гурту, який розпочав його музичну кар'єру, Сґроссо був учасником місцевого гурту Tomra, мелодійного металкор-гурту з Сан-Дієґо, який розпався у 2003 році. Приєднавшись до As I Lay Dying у віці 17 років, Сґроссо відточив свої творчі таланти як один із піснярів на альбомі Shadows Are Security 2005 року. Його робота з гуртом охоплює не лише інструментальну роботу, а й продюсування останніх релізів гурту.
Протягом своєї роботи з As I Lay Dying, гурт був названий «Артистом року» на церемонії вручення музичних нагород у Сан-Дієґо у 2005, 2007 та 2008 роках, а також був номінований на премію «Ґреммі» за пісню «Nothing Left» у 2008 році. Сґроссо отримав нагороду «Ultimate Metal God» від MTV2 у 2007 році. Завдяки шести студійним альбомам та одному спліт-релізу, As I Lay Dying продав понад 1 000 000 альбомів по всьому світу, а їхній DVD This Is Who We Are отримав золотий сертифікат протягом одного місяця після виходу. Шостий альбом As I Lay Dying, Awakened, вийшов 25 вересня 2012 року та отримав високі оцінки критиків.
Після ув'язнення вокаліста As I Lay Dying Тіма Ламбезіса у 2013 році, решта учасників гурту разом з гітаристом Oh, Sleeper Шейном Блеєм створили гурт Wovenwar. Вони випустили свій дебютний альбом Wovenwar у 2014 році на лейблі Metal Blade Records. As I Lay Dying возз'єдналися у червні 2018 року.
Під час гастролей фестивалю Mayhem у 2012 році Сґроссо виконав подвійний виступ з As I Lay Dying та Slipknot, замінивши Джима Рута на першому етапі туру. Починаючи з 2016 року, він став постійним членом гастрольного складу Saosin, зайнявши його місце після відходу Джастіна Шекоскі. Сґроссо також є гітаристом-гастролером американського павервайоленс-гурту Nails. Сґроссо також має гурт під назвою Poison Headache, де він грає на гітарі, бас-гітарі та співає, Енді Кутка (колишній учасник Internal Affairs) грає на гітарі та співає, а Кайл Роза (колишній учасник Thieves and Liars) грає на барабанах, і вони підписали контракт з Metal Blade Records.
30 жовтня 2024 року, після відходу трьох учасників гурту, Сґроссо оголосив про свій відхід з As I Lay Dying, посилаючись на те, що гурт «більше не пропонує здорового чи безпечного середовища для будь-кого». Він був останнім постійним учасником гурту.

## Дискографія

### As I Lay Dying
- Shadows Are Security (2005)
- A Long March: The First Recordings  (compilation, 2006)
- An Ocean Between Us (2007)
- The Powerless Rise (2010)
- Decas (compilation, 2011)
- Awakened (2012)
- Shaped by Fire (2019)
- Through Storms Ahead (2024)

### Wovenwar
- Wovenwar (2014)
- Honor Is Dead (2016)

### Poison Headache
- Poison Headache (2016)

### Author & Punisher
- Krüller (2022; як сесійний гітарист)